# Vino i gitare
Vino i gitare, je prvi album hrvatske pjevačice Maje Blagdan izdan 1993.
Sastoji se od 11 pjesama: 
1. Samo jedan život imam (4:13)
 
2. Vino i gitare (3:41)
 
3. Zaboravi (5:16)

4. Marin (3:20)

5. Slutim (5:19)

6. Jedini moj (3:02)

7. Voljela sam ja, volio si ti (3:12)

8. Santa Maria (4:10)

9. Tuđe te ruke miluju (3:22)
 
10. Gdje odlaziš kad oči zaklopiš (3:18)

11. Prvi put (4:20).